# Docodonta
I docodonti (Docodonta) sono un ordine di animali strettamente imparentati con i mammiferi, vissuti soprattutto nel corso del Giurassico (190 - 140 milioni di anni fa). Gran parte dei resti fossili sono stati ritrovati nei continenti settentrionali (Europa, Asia e Nordamerica), ma alcune forme sono state rinvenute nel Gondwana (India ed emisfero meridionale).

## Antichi ma specializzati
Di piccole dimensioni, questi animali erano probabilmente simili a topi e scoiattoli. La loro caratteristica principale riguardava la dentatura, dai molari decisamente specializzati. Nella documentazione fossile, i docodonti sono rappresentati soprattutto grazie a denti isolati e ossa delle mascelle.
Nei molari, a fianco delle tre cuspidi originarie, si sono aggiunte altre cuspidi (dal lato linguale nei superiori e labiale negli inferiori). Questo strano adattamento suggerisce che i docodonti triturassero il cibo e fossero adattati a una dieta mista; alcuni studiosi ritengono invece che la loro particolare dentatura classificherebbe i docodonti principalmente come erbivori o insettivori, anche se Castorocauda possedeva una dentatura adatta a una dieta a base di pesce.
Scoperte avvenute nel corso degli anni 2010 hanno indicato che questo gruppo di mammiferi doveva essere molto diversificato: il già citato Castorocauda, ad esempio, doveva avere abitudini acquatiche, mentre Agilodocodon e Microdocodon erano arboricoli; Docofossor, invece, era adatto a uno stile di vita fossorio. I fossili di Microdocodon mostrano inoltre uno ioide che permetteva già all'animale di deglutire, una caratteristica tipicamente da mammifero.

## Classificazione
Secondo la cladistica, i docodonti sono considerati un gruppo altamente specializzato di mammaliaformi, evolutosi indipendentemente nel corso del Giurassico, a partire da antenati simili a Morganucodon.

### Tassonomia
- - Superfamiglia †Docodontoidea
    - †Dsugarodon zuoi Pfretzschner et al. 2005 [Acuodulodon Hu, Meng & Clark 2007; Acuodulodon sunae Hu, Meng & Clark 2007]
    - †Simpsonodon Kermack et al. 1987
      - †S. splendens (Kühne 1969)
      - †S. sibiricus Averianov et al. 2010

    - Famiglia †Docodontidae (Marsh 1887) Simpson 1929
      - †Agilodocodon scansorius Meng et al. 2015[1]
      - †Borealestes Waldman & Savage 1972
        - †B. serendipitus Waldman & Savage 1972[2]
        - †B. mussetti Sigogneau-Russell 2003

      - †Castorocauda lutrasimilis Ji et al. 2006[3]
      - †Cyrtlatherium canei Freeman 1979 sensu Sigogneau-Russell 2001 [disputed] [Simpsonodon oxfordensis Kermack et al. 1987]
      - †Docodon Marsh 1881 [Dicrocynodon Marsh in Osborn, 1888; Diplocynodon Marsh 1880 non Pomel 1847; Ennacodon Marsh 1890; Enneodon Marsh 1887 non Prangner 1845]
        - †D. apoxys Rougier et al. 2014
        - †D. victor (Marsh 1880) [Dicrocynodon victor (Marsh 1880); Diplocynodon victor Marsh 1880]

      - †Docofossor brachydactylus Luo et al. 2015[4]
      - †Gondtherium dattai Prasad & Manhas 2007[5] [disputed]
      - †Haldanodon exspectatus Kühne & Krusat 1972 sensu Sigoneau-Russell 2003[6]
      - †Krusatodon kirtlingtonensis Sigogneau-Russell 2003
      - †Microdocodon gracilis Zhou et al. 2015
      - †Peraiocynodon Simpson 1928
        - †P. inexpectatus Simpson 1928
        - †P. major Sigogneau-Russell 2003

      - †Tashkumyrodon desideratus Martin & Averianov 2004

    - Famiglia †Tegotheriidae
      - †Hutegotherium yaomingi Averianov et al. 2010
      - †Sibirotherium rossicus Maschenko, Lopatin & Voronkevich 2002
      - †Tegotherium gubini Tatarinov 1994